# Orbita biegunowa
Orbita biegunowa, orbita polarna – orbita satelity przebiegająca nad biegunami lub w ich pobliżu. 
Orbita taka, w zależności od jej promienia (zatem i okresu obiegu), przecina płaszczyznę równika przy każdym obrocie w innym miejscu (Ziemia przy każdym obrocie satelity obraca się o stały kąt). Umożliwia to obserwację całej powierzchni planety, dlatego na orbicie polarnej umieszcza się satelity meteorologiczne, a także rozpoznawcze (powszechnie zwane szpiegowskimi).